# Hjernecelle
En hjernecelle er en biologisk celle, der er i hjernen. 
Der er flere forskellige typer celler i hjernen: Når man bruger ordet vil man nok i de fleste tilfælde tænke på nerveceller, der også kaldes neuroner.
Men der er tillige f.eks. såkaldte hjælpeceller – gliaceller.
| Biologi | Spire Denne artikel om biologi er en spire som bør udbygges. Du er velkommen til at hjælpe Wikipedia ved at udvide den. |